# M1956

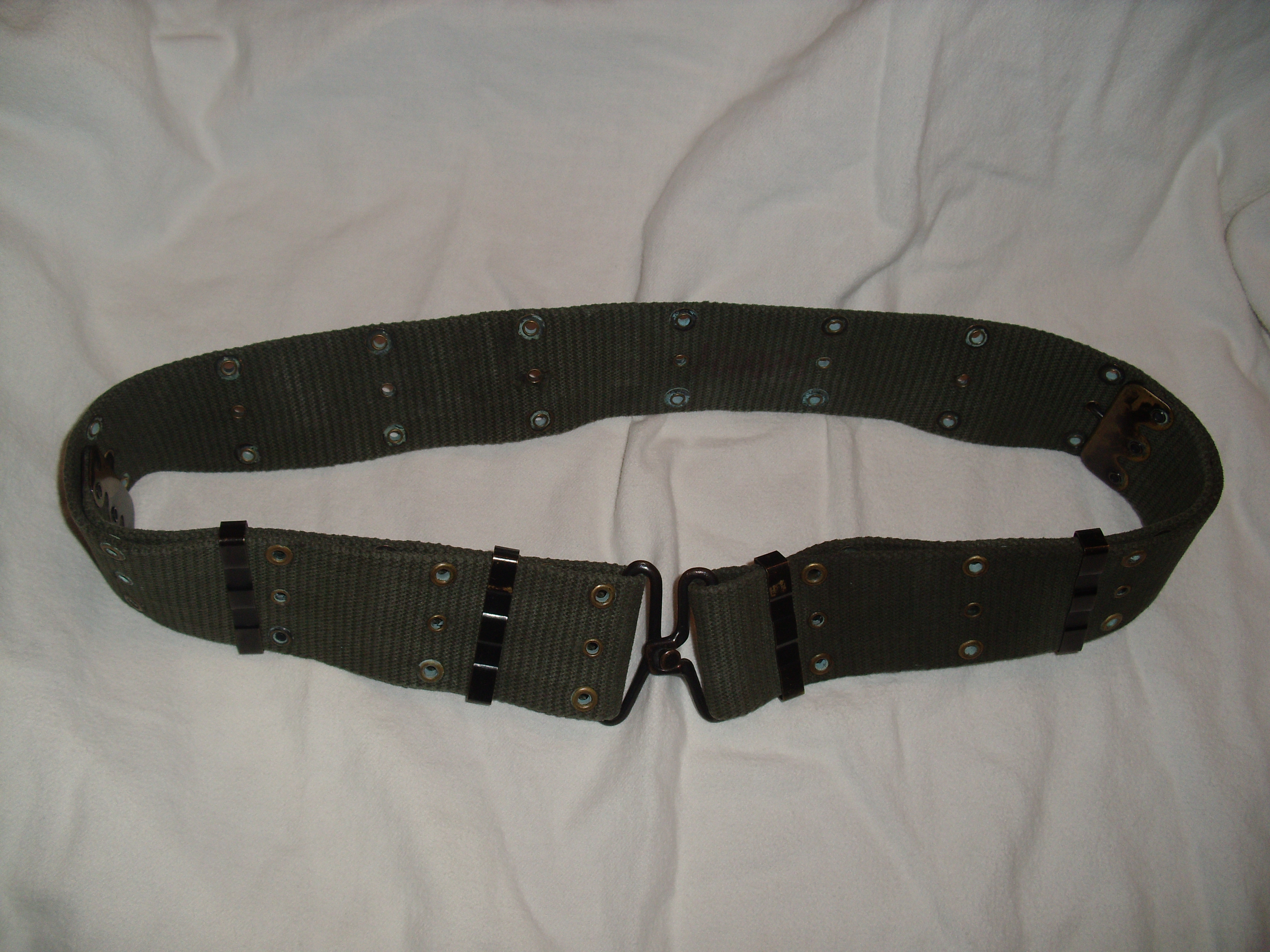
Belt, individual, equipment M1956

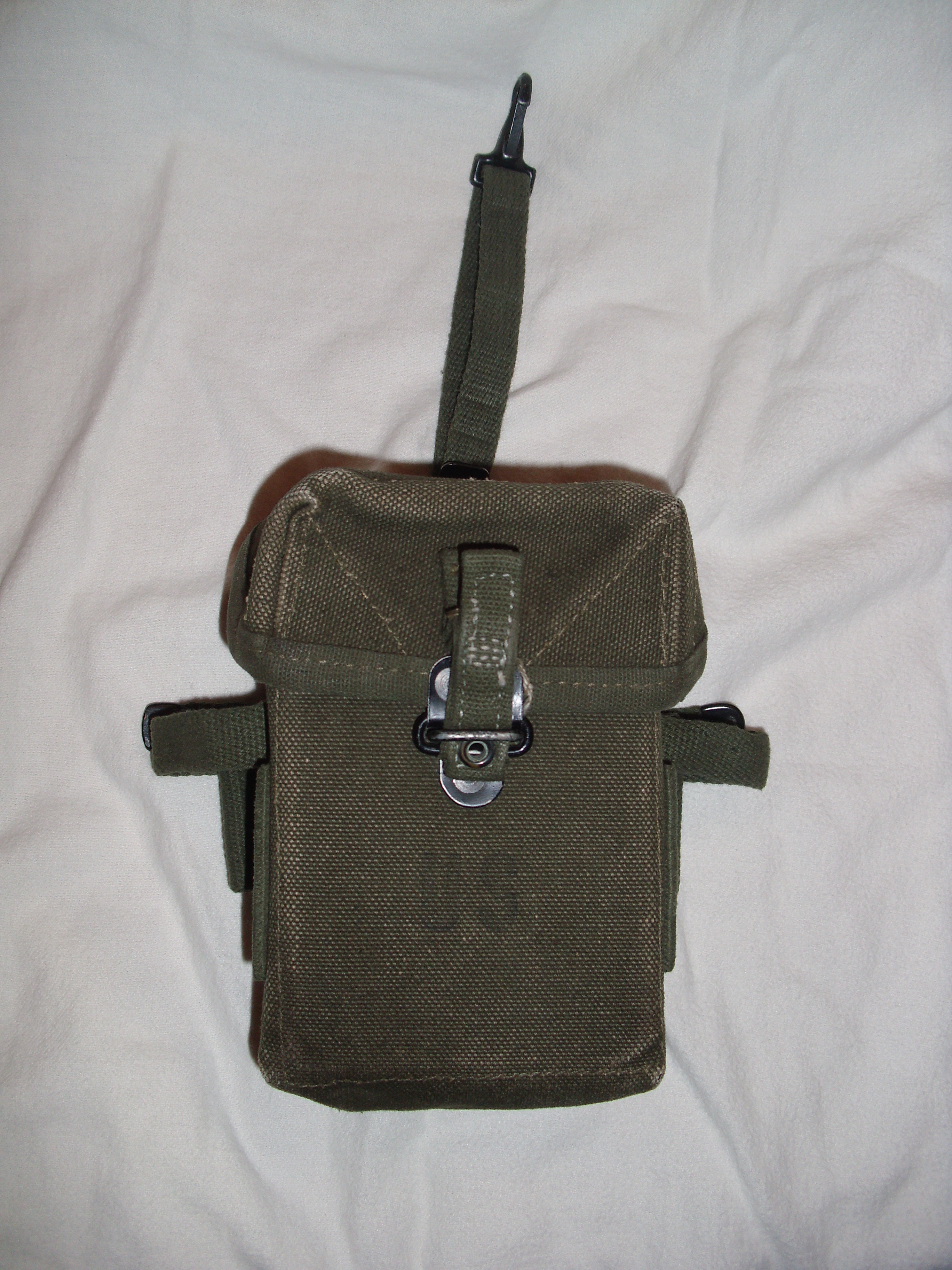
Pouch, small arms ammunition, universal

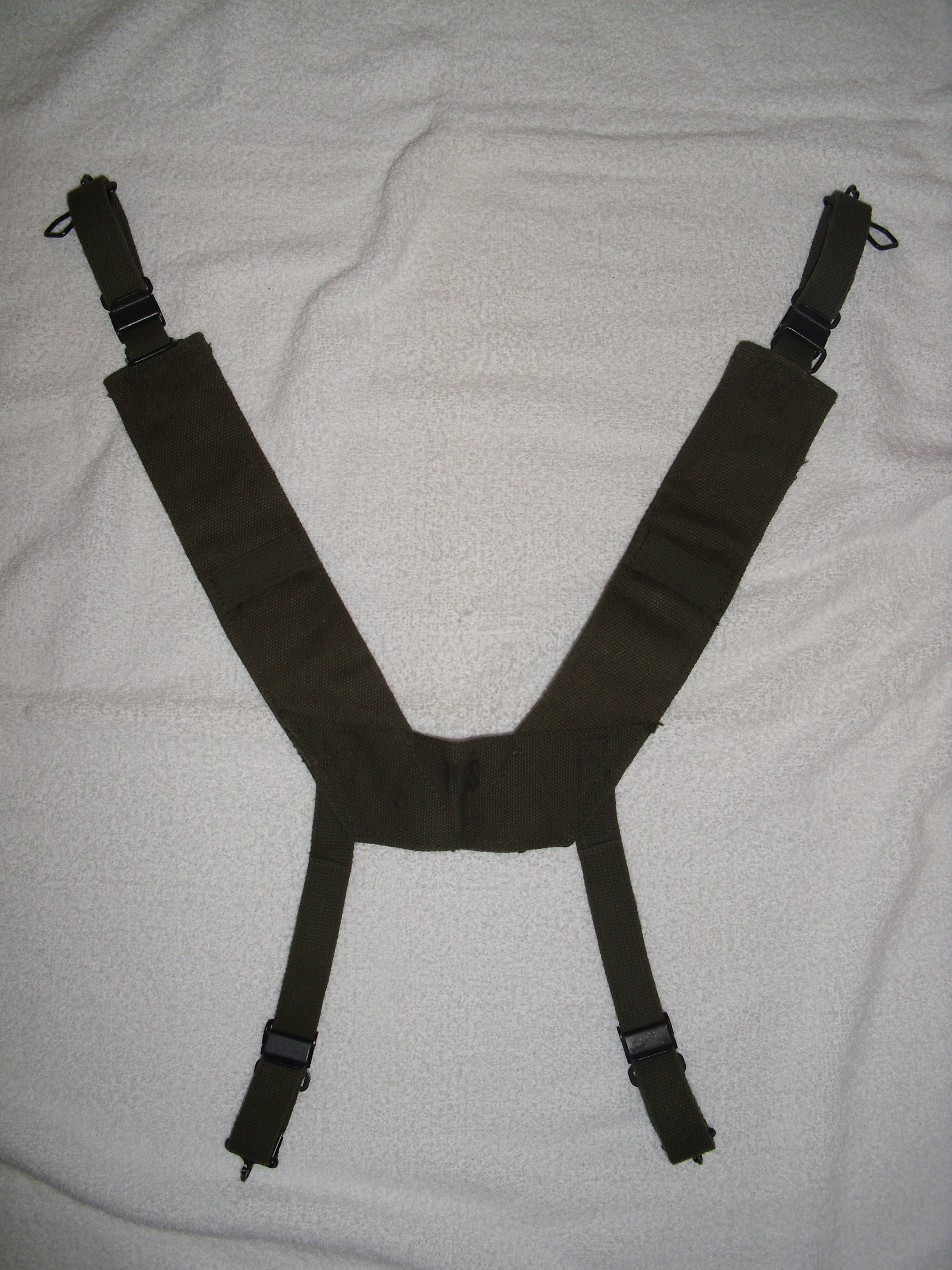
Suspenders, field pack, combat M1956

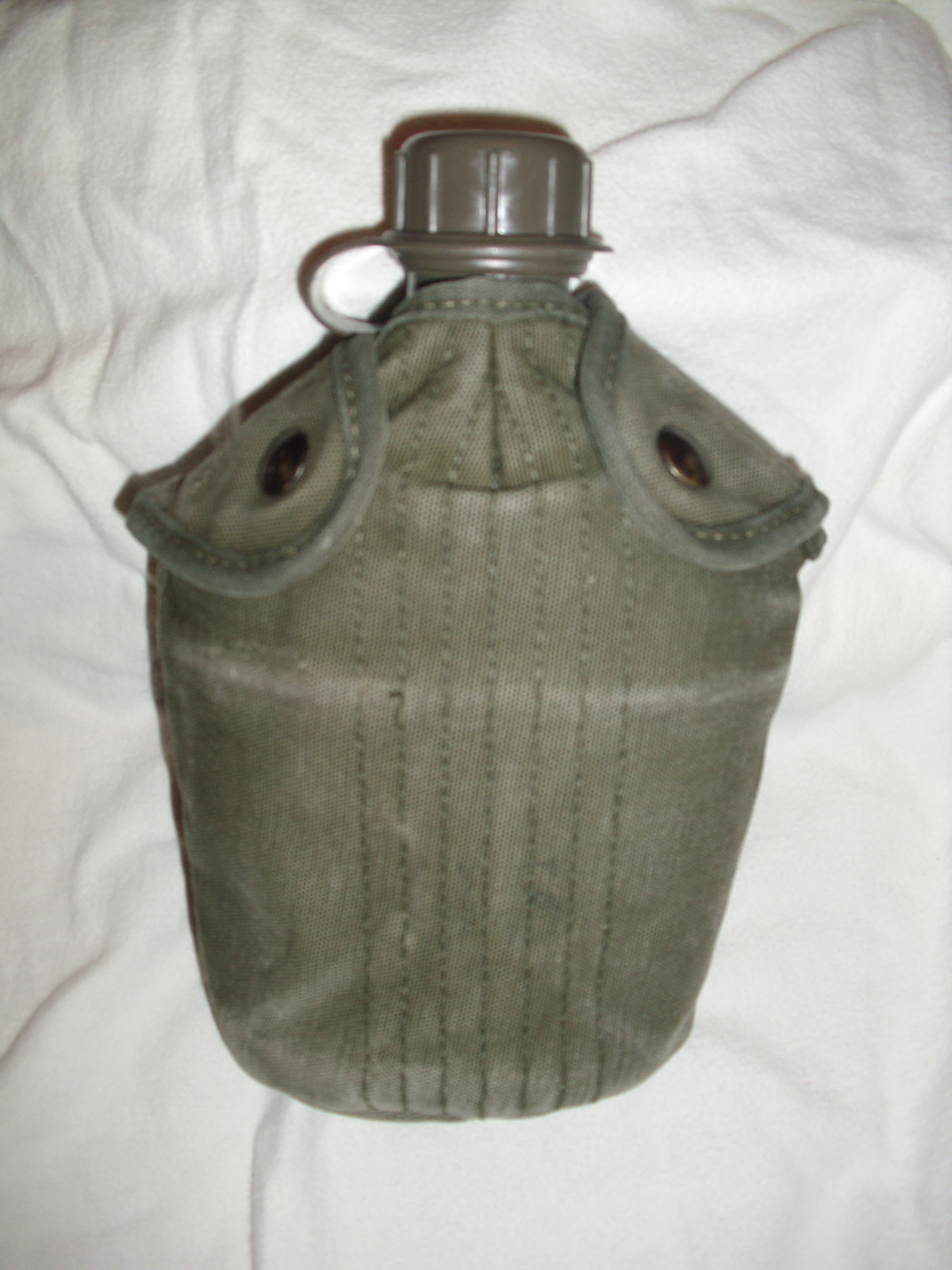
Cover, water canteen M1956

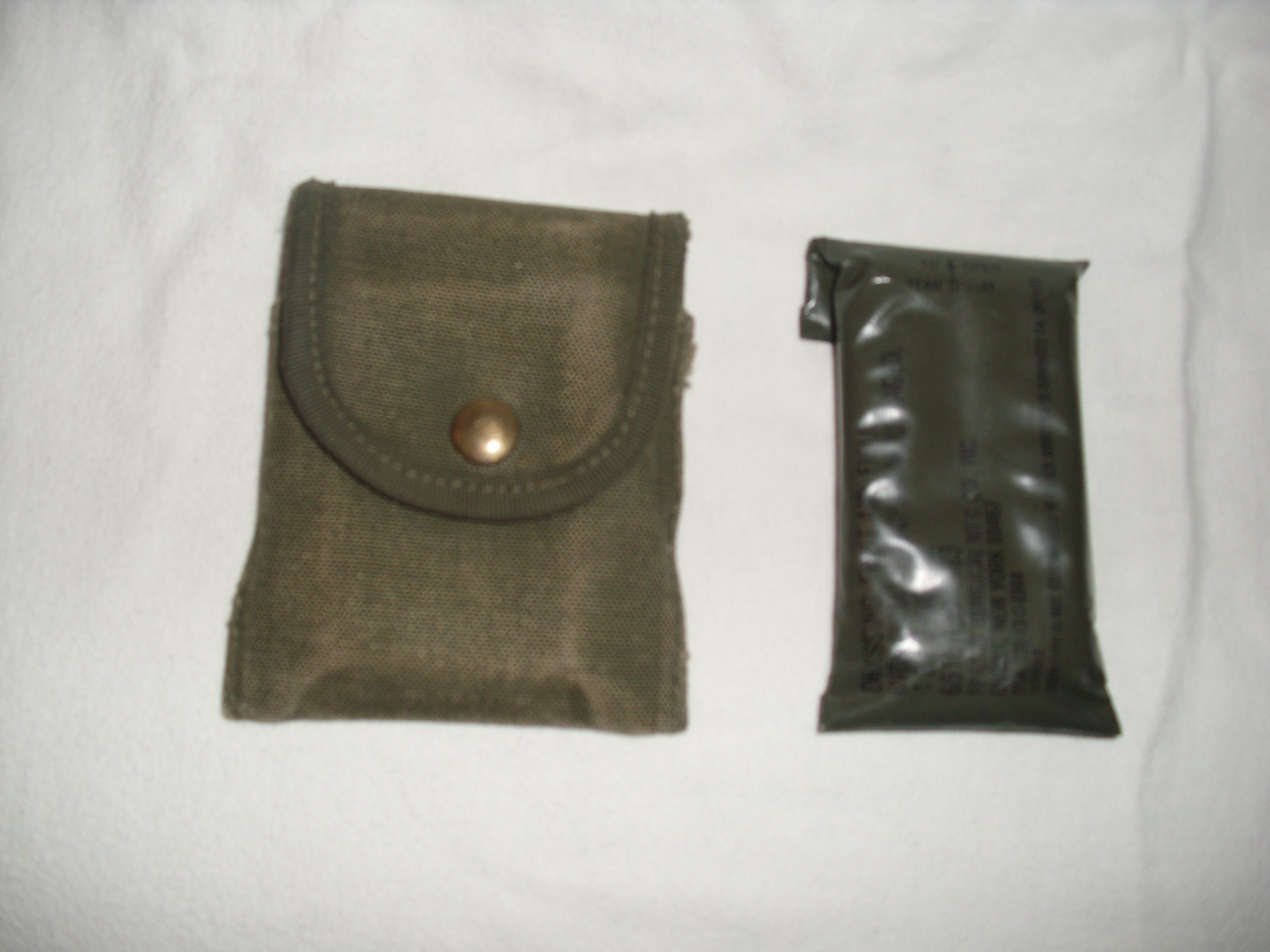
Case, first aid paket or lensatic compass, M1956

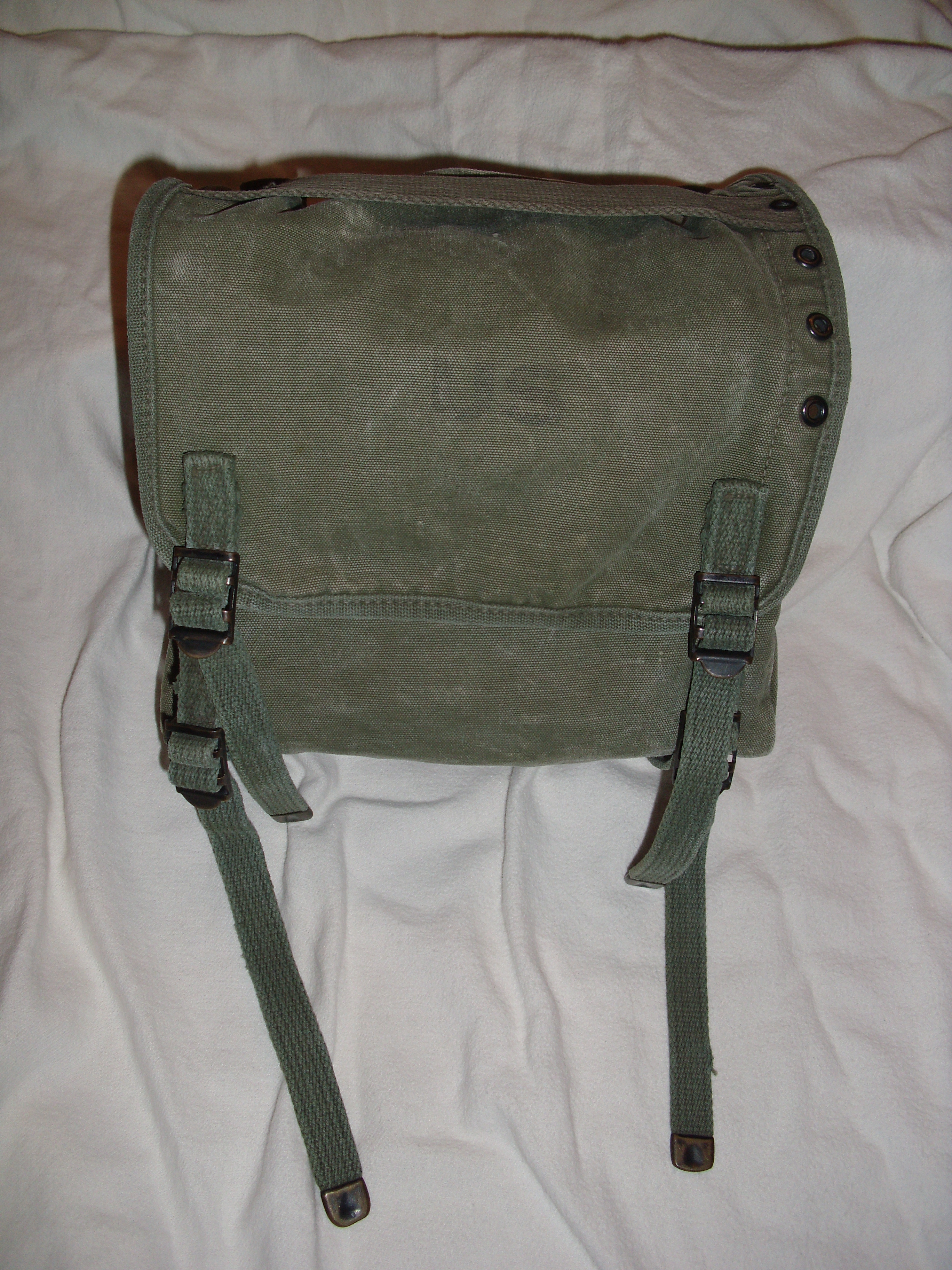
Pack, field M1956

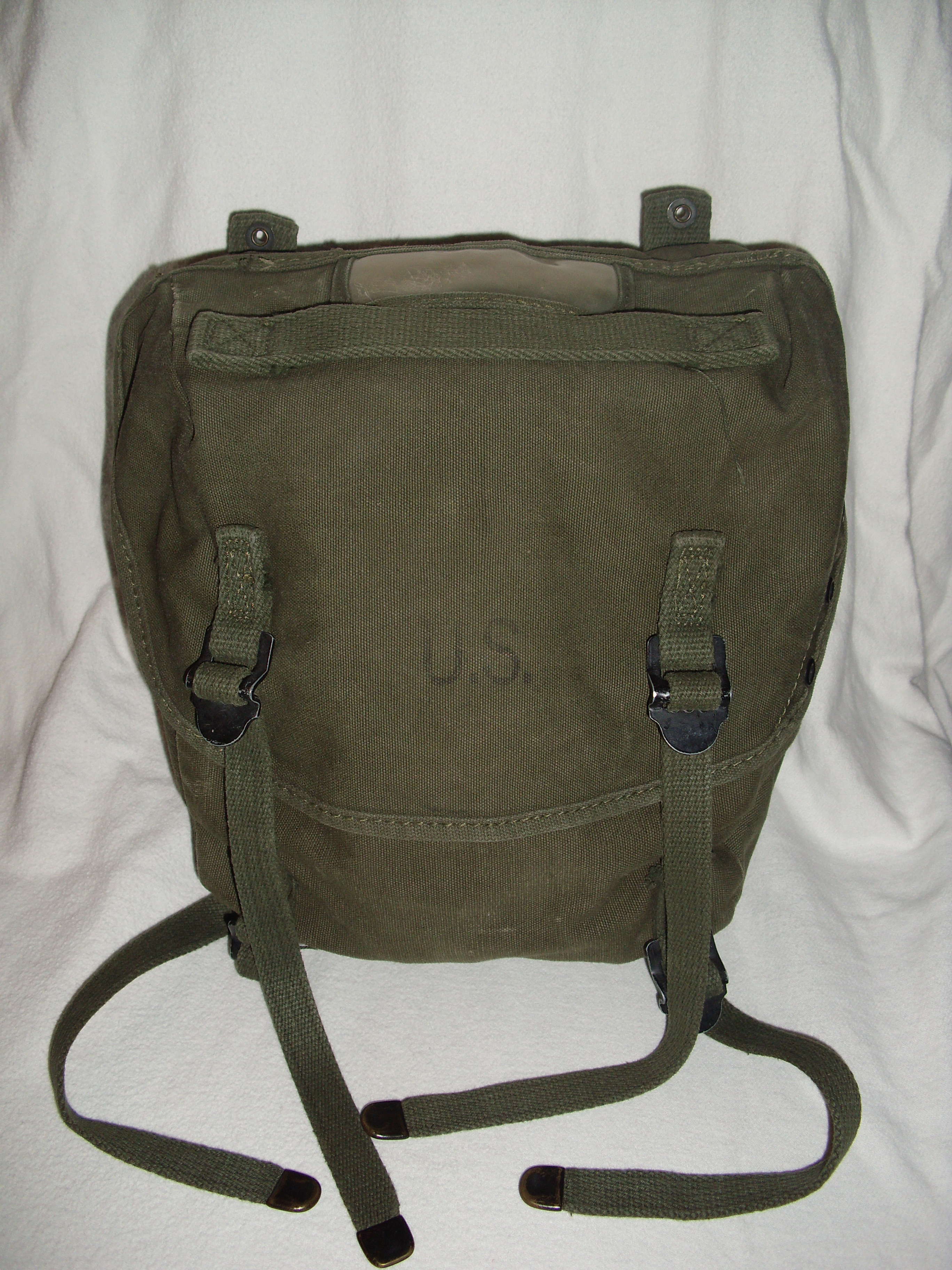
Pack, field M1961

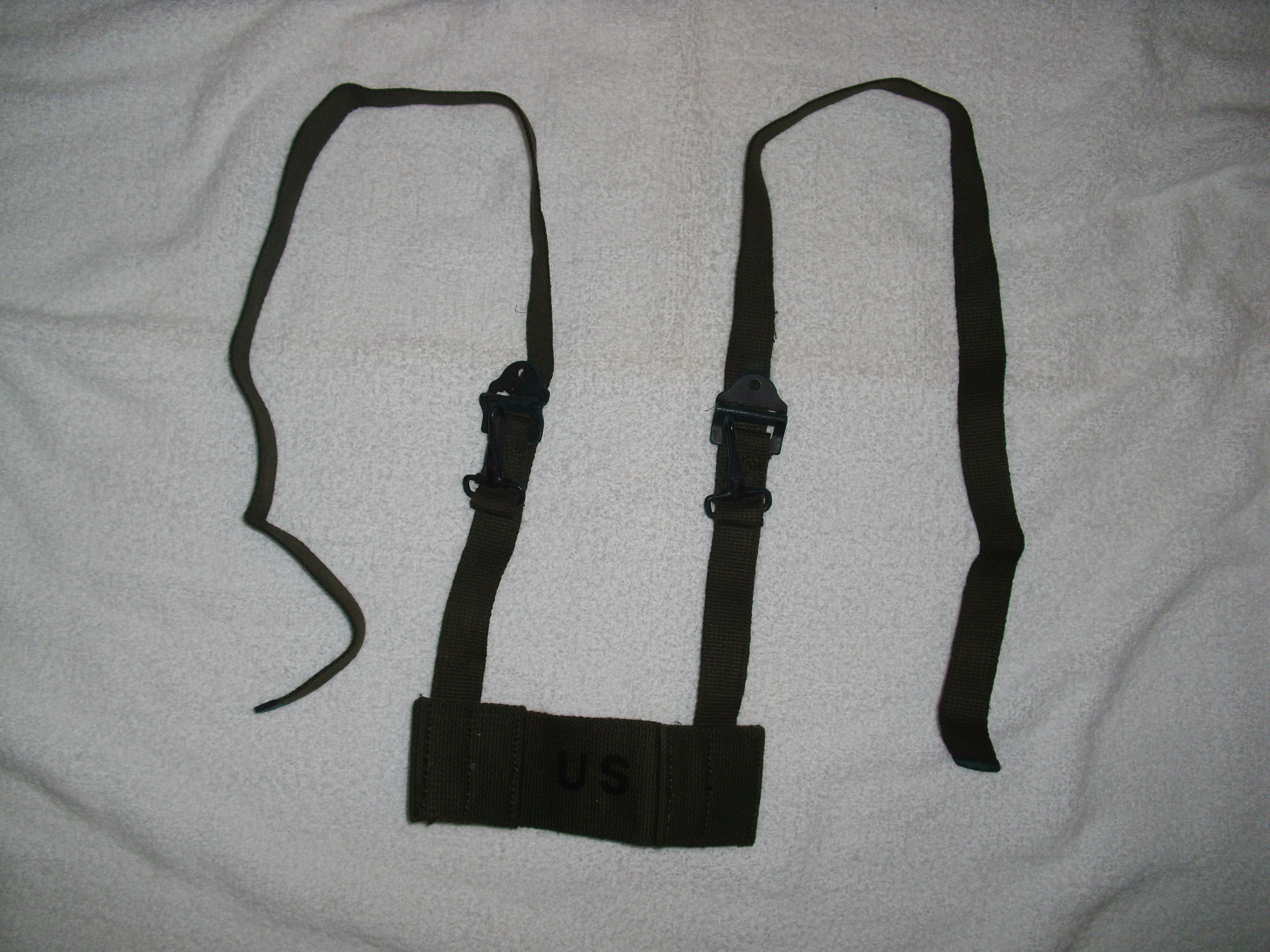
Adaptor, pack, field M1956

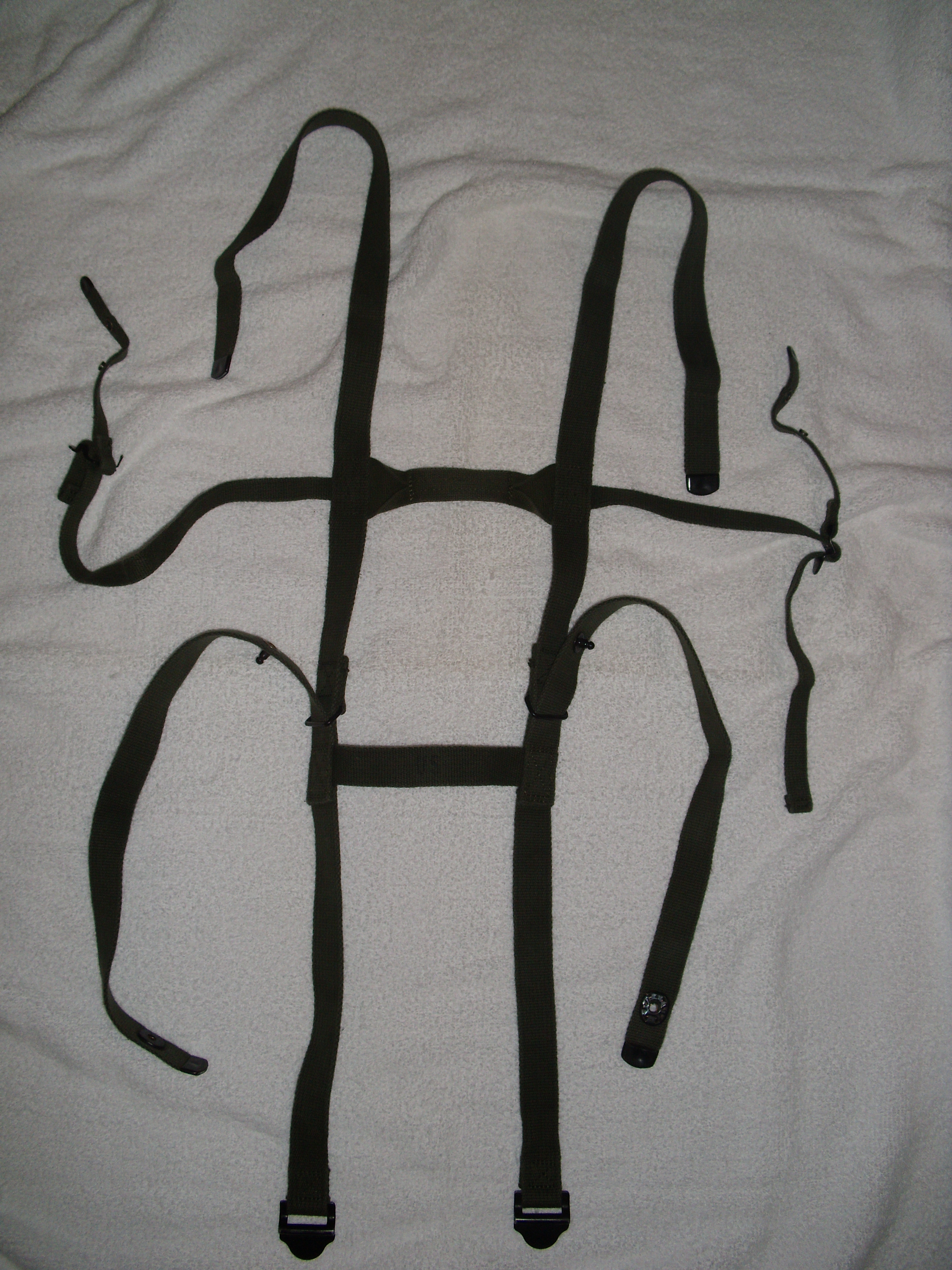
Carrier, sleeping bag M1956

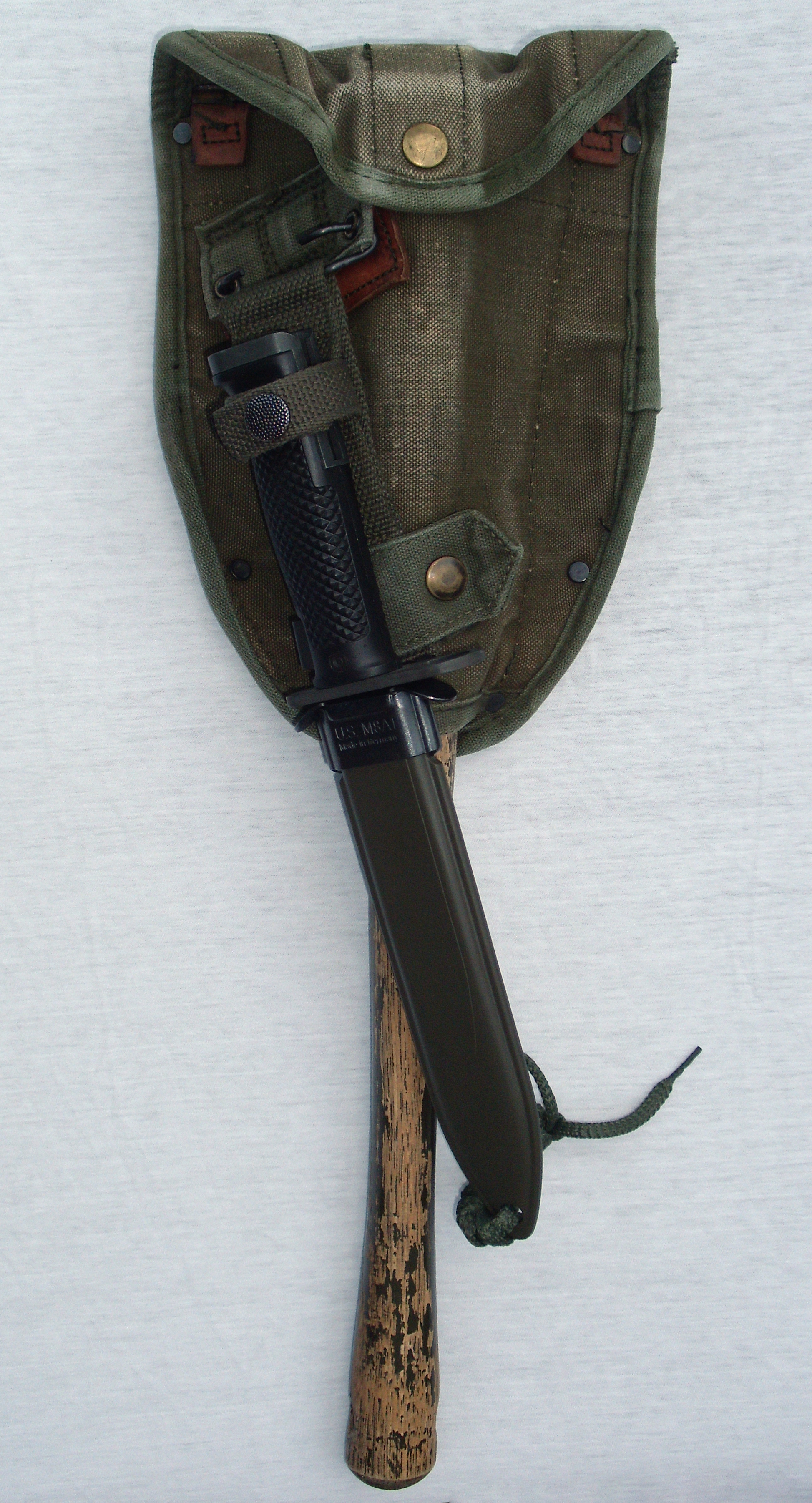
Carrier, intrenching tool M1956

Die M1956 Load-Carrying Equipment (Trageausrüstung) ist ein System von Taschen und Gurten, das von den Streitkräften der Vereinigten Staaten unter anderem während des Vietnamkriegs zum Tragen von persönlicher Ausrüstung genutzt wurde.

## Geschichte
1950 unterwarf die U.S. Armee ihre Ausrüstung einer kritischen Betrachtung. Die Quartermaster Research and Engineering Laboratories führten Tests unter realistischen simulierten Gefechtsbedingungen durch; als Ergebnis wurden 1952 neue Belastungsgrenzen für den einzelnen Soldaten festgelegt. Diese Last betrug 45 lbs. (20,5 kg) und setzte sich aus einer Gefechtslast von 20 (9,1 kg) und einer Unterhaltslast von 25 lbs. (11,4) zusammen. Die Gefechtslast bestand aus der persönlichen Waffe mit Munition und überlebenswichtiger Ausrüstung, die mittels Patronenkoppel (cartridge belt) und dem M1945 Combat Pack getragen wurde. Die Unterhaltslast bestand aus zusätzlichen Gegenständen, die im M1945 Cargo Pack und der Deckenrolle getragen wurden.
1954 begann die Entwicklung einer neuen Ausrüstung. Das Patronenkoppel sollte durch eine Mehrzweckkoppel ersetzt werden. Da die mit den Drahthaken der M1910-Ausrüstung befestigten Ausrüstungsgegenstände beim Laufen herumschleuderten, wurde ein vertikal verschiebbarer Metallriegel entwickelt (Slide Keeper), mit dem Ausrüstungsgegenstände sicher am Koppel befestigt wurden.
1957 wurde die neue Trageausrüstung als M1956 eingeführt. Die Einführung erfolgte zusammen mit dem neuen M14-Gewehr. 1967 wurde eine verbesserte Version aus Nylon eingeführt, die aber das M1956 nie vollständig ersetzte. 1974 wurde die M1956-Trageausrüstung durch das ALICE (All-purpose Lightweight Individual Carrying Equipment) ersetzt, blieb aber bei Ausbildungseinheiten noch zeitweise in Gebrauch.

## Beschreibung
Die Bestandteile der M1956-Trageausrüstung bestehen aus dunkelolivgrünem Baumwollgewebe. Die Metallteile sind aus Stahl oder Messing und wurden geschwärzt.

## Komponenten

### Belt, individual, equipment M1956
Das grundlegende Element der M1956-Trageausrüstung ist das Lochkoppel. Es besteht aus Baumwollgewebe und ist mit drei Reihen Metallösen versehen. Die mittlere Reihen dient zur Längenverstellung, die obere und untere zum Anbringen von Ausrüstungsgegenständen. Das Koppel ist an beiden Enden längenverstellbar; die Enden sind nach innen umgeklappt und haben Haken, die in die Metallösen der mittleren Reihen greifen. Es gibt das Koppel in den Längen "Medium" (verstellbar von 69 bis 112 cm) und "Long" (einstellbar von 113 bis 142 cm). Die Länge ist so großzügig gewählt, damit das Koppel sich auch über dicker Winterkleidung schließen lässt.

### Pouch, small arms ammunition, universal
Die Munitionstasche der M1956-Trageausrüstung ist so dimensioniert, dass sich die Munition der zum Einführungspunkt noch im Einsatz bei der U.S. Armee befindlichen Handfeuerwaffen darin unterbringen lässt. Seitlich an der Tasche befinden sich Laschen, in die die Löffelsicherung von Handgranaten eingehängt werden können; zusätzlich können die Handgranaten mit kurzen Riemen mit Druckknöpfen gesichert werden. Auf der Rückseite befinden sich zwei Slide Keepers und zusätzlich ein längenverstellbarer Riemen mit Schnappverschluss am Ende, mit dem die Tasche mit den Suspenders verbunden werden.
In die Tasche passen acht Laderahmen für das Gewehr M1, zwei Magazine für das automatische Gewehr M1918A2 oder das Gewehr M14, vier 30-Schuss-Magazine für den Karabiner M2, zwei Handgranaten oder drei 40-mm-Granatpatronen für das Granatgewehr M79.
Ab 1962 als "Case, small arms ammunition" bezeichnet.

### Pouch, small arms ammunition, M16A1
Diese Version der Munitionstasche ist für vier 20-Schuss-Magazine für das Gewehr M16A1 eingerichtet und kürzer als die normale Tasche, aber ansonsten gleich.

### Suspenders, field pack, combat M1956
Die Suspender dienen vorrangig dazu, das Gewicht der Koppel und der daran getragenen Ausrüstung auf die Schultern zu verteilen. Die vier längstverstellbaren Riemen haben Metallhaken an ihren Enden, die in die obere Reihe der Metallösen am Koppel eingehängt werden.
Die vorderen Haken haben seitliche Ösen, durch die die seitlichen Riemen des Sleeping Bag Carriers geführt werden.
Die hinteren Haken wurden ab 1961 durch Schnappverschlüsse ersetzt.
Das Schulterpolster/Joch hat vorn zwei rechteckige Metallösen, in die die Schnapphaken der Riemen der Munitionstaschen eingehängt werden. Diese Ösen dienen auch zum Befestigen des Pack Adaptor und des Sleeping Bag Carriers. Zwei Laschen auf dem Joch verhindern ein seitliches Verrutschen der Riemen dieser Ausrüstungsteile.
Die Suspender gibt es in drei Größen Regular (Körpergröße bis 172 cm), Long (Körpergröße über 172 cm) und Extra Long (für große Soldaten zum Tragen über Splitterschutzweste oder Winterkleidung).

### Cover, water canteen M1956
Diese Hülle dient dazu, die Wasserflasche samt Trinkbecher am Koppel zu tragen. Sie ist mit Kunstfell gefüttert; feucht dient dieses dazu, den Inhalt der Feldflasche kühl zu halten. Auf der Rückseite befinden sich zwei Slide Keepers.

### Case, first aid packet or lensatic compass M1956
Diese mit einem Druckknopf zu verschließende Tasche dient zum Unterbringen des Verbandspäckchens oder des Marschkompasses. Auf der Rückseite befindet sich ein Slide Keeper.

### Pack, field M1956
Diese Kampftasche dient zum Transport von Verpflegung, Toilettenartikeln und Bekleidung. Auf der Rückseite sind zwei Slide Keepers und zwei mit Metallösen verstärkte Riemenenden, in die die hinteren Haken der Suspenders oder die Schnapphaken des Pack Adaptors eingehängt werden. Oben auf der Tasche befindet sich ein Einschubfach mit Fenster aus transparentem Plastik für ein Namensschild sowie ein Tragegriff. Die Öffnung der Tasche wird mit zwei kleinen seitlichen Klappen und der Regenschutzklappen verschlossen. Zwei Riemen dienen zum sicheren Verschluss; zwei weitere Riemen zum Anbringen eines aufgerollten Regenumhanges unter der Kampftasche.
Am linken Rand der Regenschutzklappe sind fünf Metallösen zum Einhängen der Metallhaken der M1910-Trageeinrichtung; seitlich an der Tasche je ein Gewebeband zum Befestigen von Ausrüstungsteilen mit Slide Keepers.

### Pack, field M1961
Dies ist die vergrößerte Version des "Pack, field M1956". Die kleinen seitlichen Klappen sind durch eine Manschette aus gummiertem Stoff ersetzt und die Regenschutzklappen ist seitlich verlängert, um den Inhalt der Tasche besser vor Regen zu schützen.

### Adaptor, pack, field M1956
Dient dazu, das M1956 oder M1961 Field Pack an den Suspenders anzuhängen. Die Riemen werden durch die Laschen am Joch und die rechteckigen Metallösen gezogen. Zwei Schnapphaken dienen dazu, die Kampftasche anzuhängen.

### Carrier, sleeping bag M1956
Dieses Ausrüstungsteil dient dazu, den aufgerollten Schlafsack an den Suspenders aufzuhängen. Befestigung wie beim Pack Adaptor; zusätzlich zwei Riemen, die durch die Metallösen an der vorderen Haken der Suspenders geführt werden. Gilt als das am schlechtesten konstruierte Teil der M1956-Trageausrüstung – ein für den Laien verwirrendes Gebilde aus Gurten.

### Carrier, intrenching tool, OD M1956
Diese Hülle dient dazu, den Klappspaten (Tool, intrenching, combination) am Koppel zu tragen. Hat auf der Außenseite eine Vorrichtung zum Anhängen der Scheide für das Bajonett für Karabiner M2, Gewehr M14 oder M16A1.

### Cover, canteen, cold weather
Hülle für eine Thermosfeldflasche. Nahezu baugleich mit der normalen Feldflaschenhülle.

## Im Einsatz
Der als Gewehrschütze eingesetzte U.S. Infanterist trug das Koppel mit Suspenders und zwei Munitionstaschen. Hinten am Koppel wurde mittig die Kampftasche, links davon die Klappspatenhülle angebracht, an der die Bajonettscheide befestigt war. Rechts von der Kampftasche wurde die Feldflaschenhülle angebracht. Die Tasche für das Verbandspäckchen wurde an einer der Munitionstaschen oder an einer der Laschen des Jochs der Suspender angebracht. Der Regenumhang (Poncho) wurde mit der dazugehörigen leichten Steppdecke (Poncho Liner) aufgerollt unten an die Kampftasche geschnallt.
In Vietnam kam eine zweite Feldflasche dazu, die meist links von der Kampftasche angebracht wurde.
Die Einschränkungen der M1956-Trageausrüstung kamen schnell zu Tage: die Kampftaschen waren zu klein, das Baumwollgewebe saugte viel Feuchtigkeit auf, nahm dadurch deutlich an Gewicht zu, und trocknete nur langsam. Wurde es länger Feuchtigkeit ausgesetzt, begann die Ausrüstung zu verrotten.
Wenn möglich, wurde die M1956-Trageausrüstung durch den Lightweight Rucksack, den Tropical-Rucksack oder den ARVN-Rucksack ergänzt.